# Баргузин (тип речных судов)
«Баргузи́н» (проект 19591) — тип скеговых речных судов на воздушной подушке.
Спроектирован в КБ Вымпел (Нижний Новгород). Назван по имени одного из четырёх байкальских ветров (Сарма, Горняк, Култук, Баргузин), взявшего, в свою очередь, название от одной из рек, впадающих в озеро. Баргузин дует, соответственно, со стороны реки Баргузин, по направлению юго-восток — северо-запад.
В 1989-1991 годах на Сосновском судостроительном заводе (г. Сосновка, Кировская область) было построено четыре судна серии, получившие наименования «Баргузин-1», «Баргузин-2», «Баргузин-3» и «Баргузин-4». «Баргузин-1» и «Баргузин-2» доставлены на озеро Байкал, где используются для пассажирских перевозок.
Суда «Баргузин-3» и «Баргузин-4» были проданы в Панаму. В 2005 году «Баргузин-3» (ходивший под названием «LAS 7 PERLAS») в результате урагана Катрина потерпел кораблекрушение и более не используется.  «Баргузин-4» был отремонтирован возвращён на Байкал, где был переименован в «Баргузин-3».
По состоянию на навигацию 2008 года суда «Баргузин» используются на пассажирских линиях:
Иркутск — бухта Песчаная (3 раза в неделю).
Иркутск — бухта Песчаная — МРС — Хужир — Усть-Баргузин (1 раз в неделю).
В 2011 году начал действовать рейс теплохода «Баргузин-3»: Иркутск (пристань «Ракета»)—мыс Толстый—мыс Половинный—Листвянка—Иркутск.
2 августа 2015 года в районе между посёлком Большое Голоустное Иркутской области и бухтой Песчаная на теплоходе «Баргузин-2» в машинном отделении загорелся двигатель. На теплоходе в этот момент находилось 116 пассажиров и 6 членов экипажа. Судно выгорело практически полностью, кроме корпуса. Пассажиры были спасены благодаря помощи частной яхты под командованием Александра Ляховчука, на борт которой сперва были эвакуированы дети и женщины с малышами до пяти лет, а после и остальные пассажиры. Несколько человек на 3 августа 2015 года находились в больнице с переохлаждением. 
29 июня 2018 года на пристани «Ракета» в Иркутске горел теплоход «Баргузин-1»